# Czarnówko (Galwiecie)
Czarnówko – część wsi Galwiecie w Polsce, położona w województwie warmińsko-mazurskim, w powiecie gołdapskim, w gminie Gołdap.
W latach 1975–1998 miejscowość administracyjnie należała do województwa suwalskiego. Miejscowość położona jest w odległości kilkuset metrów na południe od granicy polsko-rosyjskiej. Na południe w bezpośrednim sąsiedztwie utworzono rezerwaty przyrody Mechacz Wielki i Czarnówko.
Obecnie w miejscowości nie ma zabudowy.